# Blanda (rzeka)
Blanda – rzeka lodowcowa w Islandii o długości 125 km i dorzeczu o powierzchni 2370 km².
Wypływa z północno-zachodniej części lodowca Hofsjökull na wysokości ok. 800 m n.p.m. Uchodzi do Húnafjörður (część zatoki Húnaflói) w Blönduós. W środkowym biegu tworzy jezioro Blöndulón.
Rzeka jest jednym z ważniejszych siedlisk łososia na Islandii.